# Гексацианорутенат(II) калия
Гексацианорутенат(II) калия — неорганическое соединение,
комплексная соль калия, рутения и синильной кислоты
с формулой K4Ru(CN)6,
бесцветные кристаллы,
образует кристаллогидраты.

## Физические свойства
Гексацианорутенат(II) калия образует 
кристаллогидрат состава K4Ru(CN)6•3H2O — бесцветные кристаллы
моноклинной сингонии,
пространственная группа C 21/c,
параметры ячейки a = 0,930 нм, b = 1,680 нм, c = 0,930 нм, β = 90,0°, Z = 4.
Кристаллогидрат не растворяется в воде.